# Веселаго Віктор Георгійович
Веселаго Віктор Георгійович (13 червня 1929 — 15 вересня 2018) — радянський і російський фізик, один з піонерів оптики метаматеріалів.

## Біографія
Веселаго народився у Запорізькій області УРСР в родині Георгія Сергійовича (1893—1937), одного з працівників «Дніпробуду». Мати, Олена Борисівна Коялович (1895—1987), — дочка відомого російського і радянського математика, метролога, шахіста Кояловича Бориса Михайловича.
Закінчив Московський фізико-технічний інститут.
З 1982 р. працював в Інституті загальної фізики імені О. М. Прохорова РАН.

## Публікації
- В. Г. Веселаго. Электродинамика веществ с одновременно отрицательными значениями ε и μ // УФН. — 1967. — Т. 92, № 7. — С. 517.
- В. Г. Веселаго. О формулировке принципа Ферма для света, распространяющегося в веществах с отрицательным преломлением. // УФН. — 2002. — Т. 172, № 10. — С. 1215.
- В. Г. Веселаго. Электродинамика материалов с отрицательным коэффициентом преломления (Сессия 26.03.03) // УФН. — 2003. — Т. 173, № 7. — С. 790.
- Veselago V., Braginsky L., Shklover V., Hafner C. Negative Refractive Index Materials // Journal of Computational and Theoretical Nanoscience. — 2006. — Vol. 3, № 2. — С. 189—218. — doi:10.1166/jctn.2006.3000.